# Piula del Petxora
La piula del Petxora (Anthus gustavi) és una espècie d'ocell de la família dels motacíl·lids (Motacillidae) que cria en boscos boreals, tundra i zones empantanegades del nord de Rússia, des del riu Petxora cap a l'est, fins a l'estret de Bering, Kamtxatka i les illes del Comandant. Passa l'hivern a Borneo, Sulawesi, Filipines i altres illes de la zona.